# Champagne Gosset
Champagne Gosset est une marque et une maison de vin de Champagne établie à Aÿ.

## Historique
Cette section ne s'appuie pas, ou pas assez, sur des sources secondaires ou tertiaires indépendantes du sujet.

Pour l'améliorer, ajoutez-en, ou placez des modèles {{Source secondaire souhaitée}} ou {{Source secondaire nécessaire}} sur les passages mal sourcés. (novembre 2022)
C'est la plus ancienne maison de vins de la Champagne[réf. souhaitée]. L’histoire de la maison est celle d’une des plus anciennes familles de vignerons de la champagne étroitement liée à celle du village[réf. souhaitée] d’Aÿ et aux vins de champagne.
André Gosset, propriétaire vigneron, régisseur de vignobles, négociant manipulant, transforme en 1884 l’entreprise familiale en société anonyme dénommée  Champagne Gosset et assume la régie ainsi que la reconstruction d’un grand vignoble après la crise du Phylloxera. Son épouse, née Suzanne Paillard, sera pendant dix ans présidente de Champagne Gosset.
La renommée et l'ancienneté des champagnes Gosset firent que cette maison fut l'un des fournisseurs de champagne de la Présidence de la République, sur décision du chef de l'Etat, Charles de Gaulle, entre 1959 et 1969.
La famille Gosset décide en 1993, de confier le devenir de l'entreprise à une autre famille des vins et spiritueux, les Cointreau, implantée à Segonzac, au cœur de la Grande Champagne, dont les origines remontent à 1270.
En 1994, le champagne Gosset devient la propriété du groupe Renaud-Cointreau, rejoignant le cognac Frapin et la Verveine du Velay. Béatrice Cointreau en prend la direction et crée ensuite la cuvée Celebris.Elle fait passer la production à 1 million de bouteilles en 2005. Son frère, Jean-Pierre Cointreau, lui succède deux ans plus tard et rachète, en 2009, les locaux du champagne Jeanmaire, à Épernay, où la maison installe son siège social et une partie du stock. Les ventes passent de 1,3 million en 2007 à 1,1 million en 2008.

## Production
À la suite du décès du chef de cave, Jean-Pierre Mareigner, en mai 2016, le directeur général adjoint, Odilon de Varine, lui succède depuis fin juin, en cumulant désormais les deux fonctions[source secondaire souhaitée]. Il est aidé dans ses fonctions de chef de cave par Gabrielle Montagu.
Le Champagne Gosset reçoit en 2013 le Label « Entreprise du Patrimoine Vivant » (EPV), ce label ayant été par ailleurs renouvelé le 6 novembre 2018.